# SV Schott Jena
Der SV Schott Jena (Eigenschreibweise: SV SCHOTT Jena) ist ein deutscher Sportverein aus Jena. Er hat 12 Abteilungen.
Die Geschäftsstelle befindet sich seit 2021 im Funktionsgebäude Oberaue 20 in Jena. Heimstätte des Vereins war seit 1912 der Otto-Schott-Platz in Jena-Lichtenhain, nach dem Zweiten Weltkrieg jahrzehntelang das Sportzentrum Oberaue. Heute findet der normale Spiel- und Trainingsbetrieb im Fußball auf den Plätzen hinter dem Vereinsgebäude statt, bei Spielen mit absehbar hohem Zuschauerinteresse wird auf andere Sportstätten ausgewichen. Für die Hallensportarten werden vorrangig Jenaer Schulturnhallen genutzt.

## Verein (Fußball)
Der SV Schott Jena wurde im Jahr 1896 von Arbeitern und dem Firmengründer Otto Schott der Firma Jenaer Glaswerk Schott & Genossen als Turnverein der Glashütte Jena gegründet. In dem anfangs reinen Turnverein wurde 1911 eine Fußballabteilung eingerichtet, welche sich dem Arbeiter-Turn- und Sportbund (ATSB) anschloss und bis 1933 zweimal Thüringer Meister der Arbeitersportler wurde. Nach der Fusion mit dem Werksorchester der Glashütte spielten die Jenaer ab 1933 als TSM Glaswerk Jena und ab 1937 als TSM "Otto Schott" Jena. Ab 1933 wurden sie laut Wappen im Volksmund nur die "Essenträger" genannt.
Nach Kriegsende wurde der Verein aufgelöst und im Jahr 1946 als SG Jena-Forst neu gegründet. Obwohl auch weiterhin die Glashütte finanzielle Unterstützung gab, folgten wieder mehrere Umbenennungen. Bis 1990 spielte Jena unter insgesamt zehn verschiedenen Bezeichnungen, unter anderem als BSG Otto Schott Jena und BSG Jenaer Glaswerk Jena, die geläufige Kurzform blieb allerdings Schott, später auch Glaswerk Jena. Auf sportlicher Ebene fasste der Verein nie Fuß im höherklassigen Fußball der DDR. Schon 1950 trat er seinen Landesklassenplatz an die neu gegründete BSG Chemie Jena ab. In den späten achtziger Jahren gewann Glaswerk mehrmals die drittklassige Bezirksliga Gera und scheiterte in der Aufstiegsrunde zur DDR-Liga wiederholt an seiner Auswärtsschwäche. Für den nationalen DDR-Pokalwettbewerb konnte sich der Verein nie qualifizieren.
Nach der Wende wurde der Name in SV Jenaer Glas geändert und im Sommer 1991 startete der Werksverein in der viertklassigen Landesliga Thüringen, die ab 1994 nur noch fünfthöchste Liga war. Jenaer Glas belegte in der Spielzeit 1995/96 hinter dem SV Kahla Platz 2 der Landesliga und gewann ein Jahr später die Thüringer Meisterschaft. In der Oberliga Nordost (4. Liga) hielt sich der SV JENAer Glaswerk insgesamt drei Spielzeiten. Ab 2000 spielte der nun in SV Schott JENAer Glas umbenannte Verein wieder in der fünftklassigen Thüringenliga.
2008 wurde die Thüringenliga zur sechsthöchsten Liga herabgestuft und es erfolgte ein weiterer Wechsel des Vereinsnamens in SV Schott Jena. Der SV gewann auf Anhieb in der Saison 2008/09 seine vierte Thüringen-Meisterschaft. Nach einem erfolglosen Jahr in der Oberliga Nordost (5. Liga) gelang dem Verein 2013 als souveräner Meister der Thüringenliga erneut der Aufstieg in die fünfthöchste Spielklasse. Zudem gewann man mit einem 1:0-Finalsieg über den Drittligisten Rot-Weiß Erfurt den Thüringenpokal und qualifizierte sich damit für die 1. Hauptrunde des DFB-Pokals 2013/14, in der die Jenaer dem Bundesligisten Hamburger SV vor 12.000 Zuschauern im Ernst-Abbe-Sportfeld mit 0:4 unterlagen, wobei bis zur 72. Spielminute das 0:0 gehalten wurde. In der fünftklassigen Fußball-Oberliga Nordost erreichte der Verein 2014, 2015 und 2016 jeweils das Saisonziel „Klassenerhalt“.
Das fünfte Oberligajahr beendete der Verein 2018 auf Platz 14 von 16 und stieg wieder in die Thüringenliga ab. Durch den Rückzug des 13., des FSV Barleben, hätte Schott noch die Abstiegs-Relegation spielen können. Der Verein gab jedoch nach dem Saisonende bekannt, nicht an der kommenden Oberliga-Saison teilzunehmen, da die Terminierung der Relegationsspiele um den Verbleib in der Oberliga keine Aufstellung einer wettbewerbsfähigen Mannschaft erlaubte. Die Erste Mannschaft ist seitdem sechstklassig und spielt im regionalen Thüringer Fußball (Verbandsliga).

Logohistorie
TSM "Otto Schott" Jena(1933-1945)
BSG JENAer Glaswerk (1981–1990)
SV JENAer Glaswerk (1996–2001)
SV Schott JENAer Glas (2001–2008)

(** Quelle: Jenaische Zeitung vom 22. April 1938, Seite 10)

### Frauenfußball
Im Sommer 2010 gründete man eine Frauenfußballabteilung, die 2015 aus 40 Frauen in 2 Erwachsenenteams bestand. Die erste Mannschaft spielte jahrelang in der Verbandsliga und die zweite Mannschaft in der Kreisoberliga Ostthüringen. Mit Start der Saison 2018/2019 löste man die Frauenfußballabteilung, nach 8 Jahren auf.

## Namensänderungen
- 1896-1933 TV der Glashütte Jena
- 1933-1937 TSM Glaswerk Jena
- 1937-1945 TSM "Otto Schott" Jena
- 1946–1948 SG Jena-Forst
- 1948–1956 BSG Otto Schott Jena
- 1956–1977 BSG Motor Schott Jena
- 1977–1980 BSG Glaswerk Schott Jena
- 1980–1981 BSG Glaswerk Jena
- 1981–1990 BSG JENAer Glaswerk Jena
- 1990–1996 SV JENAer Glas e. V.
- 1996–2001 SV JENAer Glaswerk e. V.
- 2001–2008 SV Schott JENAer Glas e. V.
- seit dem 1. Februar 2008 SV SCHOTT Jena e. V.

(**Quelle Jenaische Zeitung 1933-1938)

## Erfolge
- Thüringen-Meister: 1920, 1921 (jeweils im ATSB) , 1997, 2009, 2013
- TFV-Pokalsieger: 2013
- TFV-Pokalfinalist: 1993
- Aufstieg in die Landesliga Thüringen: 1990
- Meister Bezirksliga Gera: 1985/86, 1988/89, 1989/90

## Statistik
- Teilnahme 2. Kreisklasse, Kreis Weimar 1933/34-1935/36
- Teilnahme 1. Kreisklasse, Kreis Weimar 1936/37-1944/45
- Teilnahme Landesklasse Thüringen: 1949/50
- Teilnahme Bezirksliga Gera: 1974/75–1980/81, 1982/83–1989/90
- Teilnahme Thüringen-Liga: 1990/91–1996/97, 2000/01–2008/09, 2010/11–2012/13, 2018/19-
- Teilnahme Oberliga Nordost: 1997/98–1999/2000, 2009/10, 2013/14-2017/18

## Personen
- Olaf Holetschek
- Ulrich Oevermann
- Ralf Sträßer
- Thomas Töpfer
- Hermann Nacke